# Ivica Čolig
Ivica Čolig (* 6. Juni 1955) ist ein ehemaliger jugoslawischer Radrennfahrer und nationaler Meister im Radsport.

## Sportliche Laufbahn
Čolig stammt aus dem kroatischen Teil des Landes. Er war im Straßenradsport aktiv. Einen nationalen Titel im Straßenradsport gewann er 1977, als er das Einzelzeitfahren für sich entscheiden konnte. 1979 siegte er im italienischen Eintagesrennen Trofeo ZssDi und gewann eine Etappe der Jugoslawien-Rundfahrt. 1980 wurde er Vizemeister Jugoslawiens im Straßenrennen hinter Stane Kurent. 1977 wurde er 65. in der Tour de l’Avenir.
In der Internationalen Friedensfahrt 1978 und 1979 schied er jeweils aus.